# Volta a Polònia 2007
La Volta a Polònia 2007 fou la 64a edició de la Volta a Polònia i es disputà entre el 9 i el 15 de setembre de 2007, dins del del circuit UCI ProTour 2007. El recorregut de la cursa era de 1.237,1 km repartits entre 7 etapes.
El vencedor final fou el belga Johan Vansummeren, de l'equip Predictor-Lotto, seguit per Robert Gesink i Kim Kirchen.

## Equips participants
19 equips ProTour hi prenen part més dos equip amb wild-card (Intel-Action)
| N.      | Cod. | Equips                |
| ------- | ---- | --------------------- |
| 1-8     | GST  | Gerolsteiner          |
| 11-18   | CSC  | Team CSC              |
| 21-28   | LIQ  | Liquigas              |
| 31-38   | AST  | Astana                |
| 41-48   | DSC  | Discovery Channel     |
| 51-58   | A2R  | AG2R Prévoyance       |
| 61-68   | SDV  | Saunier Duval-Prodir  |
| 71-78   | GCE  | Caisse d'Epargne      |
| 81-88   | RAB  | Rabobank              |
| 91-98   | QSI  | Quick Step-Innergetic |
| 101-108 | PRL  | Predictor-Lotto       |

| N.      | Cod. | Equips             |
| ------- | ---- | ------------------ |
| 111-118 | TMO  | T-Mobile Team      |
| 121-128 | LAM  | Lampre-Fondital    |
| 131-138 | C.A  | Crédit Agricole    |
| 141-148 | BTL  | Bouygues Télécom   |
| 151-158 | COF  | Cofidis            |
| 161-168 | FDJ  | Française des Jeux |
| 171-178 | EUS  | Euskaltel-Euskadi  |
| 181-188 | UNT  | Unibet.com         |
| 191-198 | MRM  | Team Milram        |
| 201-208 | FLM  | Ceramica Flaminia  |
| 211-218 | INT  | Action-Uniqa       |

## Etapes
| Etapa    | Data           | Recorregut                 | Km        | Vencedor d'etapa  | Líder             |
| 1a etapa | 9 de setembre  | Varsòvia - Varsòvia        | 3,3 (CRE) | Lampre-Fondital   | Roberto Longo     |
| 2a etapa | 10 de setembre | Płock - Olsztyn            | 203,6     | Graeme Brown      | Graeme Brown      |
| 3a etapa | 11 de setembre | Olsztyn - Gdańsk           | 192,3     | David Kopp        | Wouter Weylandt   |
| 4a etapa | 12 de setembre | Chojnice - Poznań          | 242,3     | Danilo Napolitano | Danilo Napolitano |
| 5a etapa | 13 de setembre | Września - Świdnica        | 264,5     | Murilo Fischer    | Danilo Napolitano |
| 6a etapa | 14 de setembre | Dzierżoniów - Jelenia Góra | 183,7     | Filippo Pozzato   | Murilo Fischer    |
| 7a etapa | 15 de setembre | Jelenia Góra - Karpacz     | 147,7     | Johan Vansummeren | Johan Vansummeren |

## Classificació general
|    | Ciclista           | Equip            | Temps       |
| -- | ------------------ | ---------------- | ----------- |
| 1  | Johan Vansummeren  | Predictor-Lotto  | 30h 52' 11" |
| 2  | Robert Gesink      | Rabobank         | + 27"       |
| 3  | Kim Kirchen        | T-Mobile Team    | + 38"       |
| 4  | Fabian Wegmann     | Gerolsteiner     | + 39"       |
| 5  | Alessandro Ballan  | Lampre-Fondital  | + 44"       |
| 6  | Pablo Lastras      | Caisse d'Epargne | m. t.       |
| 7  | Fränk Schleck      | Team CSC         | m. t.       |
| 8  | Danilo Di Luca     | Liquigas         | m. t.       |
| 9  | José Joaquín Rojas | Caisse d'Epargne | + 47"       |
| 10 | Thomas Voeckler    | Bouygues Télécom | + 52"       |

| Pos | Ciclista           | Equip             | Pts |
| --- | ------------------ | ----------------- | --- |
| 1   | José Joaquín Rojas | Caisse d'Epargne  | 91  |
| 2   | Mikhaylo Khalilov  | Ceramica Flaminia | 42  |
| 3   | Murilo Fischer     | Liquigas          | 40  |

| Pos | Ciclista           | Equip            | Pts |
| --- | ------------------ | ---------------- | --- |
| 1   | Yoann Le Boulanger | Bouygues Télécom | 61  |
| 2   | Marzio Bruseghin   | Lampre-Fondital  | 50  |
| 3   | Marco Pinotti      | T-Mobile Team    | 31  |

### Classificació dels esprints intermedis
| Pos | Ciclista       | Equip        | Pts |
| --- | -------------- | ------------ | --- |
| 1   | Łukasz Bodnar  | Action-Uniqa | 24  |
| 2   | Murilo Fischer | Liquigas     | 9   |
| 3   | Fabian Wegmann | Gerolsteiner | 5   |